# Salvadora persica
Salvadora persica (ook Arak, Miswak, tandenborstelboom of mosterdboom  genoemd) is een soort struikvormige boom uit de familie Salvadoraceae die onder andere voorkomt in de droogste gebieden van het Midden-Oosten.

## Beschrijving
Salvadora persica is een kleine boom of struik vaak met een gekromde stam, hoogstens twee meter hoog en vijf meter in diameter. De schors is ruw en met veel barsten, witachtig met hangende takken. De bloemen, bladeren, bessen en het wortelhout hebben een aangename geur en een sterke, pittige smaak.
Het kauwen op een stukje wortelhout  van Salvadora persica om zo de tanden te reinigen is een populaire bezigheid in India en grote delen van de islamitische wereld. Dit werd volgens de overlevering dagelijks door de profeet Mohammed gedaan en gepropageerd.
Het wortelhout van deze boom wordt al eeuwen gebruikt als een natuurlijke tandenborstel. De vezelige stukjes wortelhout worden door de Wereldgezondheidsorganisatie aanbevolen als middel voor mondhygiëne. Uit onderzoek zou blijken dat het sabbelen op houtjes tandheelkundig gezien een gunstige werking heeft omdat er schuurmiddelen, antiseptica, fluoride en andere stoffen vrij komen die de mondhygiëne gunstig beïnvloeden. Ook de vruchten en de bladeren kennen tal van medicinale toepassingen, zowel tegen ziekten bij mensen als bij huisdieren.